# Rami (Gali)
Rami (en georgiano: რამი; en abjasio: Рами) es una aldea que pertenece a la parcialmente reconocida República de Abjasia, dentro del distrito de Gali, aunque de iure es parte del municipio de Gali de la República Autónoma de Abjasia de Georgia.

## Toponima
Anteriormente la aldea se denominaba Tjumina (en georgiano: თხუმინა). 

## Geografía
Remi está en la llanura de Samurzajano, en el lado derecho del río Inguri y a 32 km de Gali. La aldea se administra desde el pueblo de Pirveli Otobaia. 